# Eois burla
Eois burla là một loài bướm đêm trong họ Geometridae.